# Combustível de algas

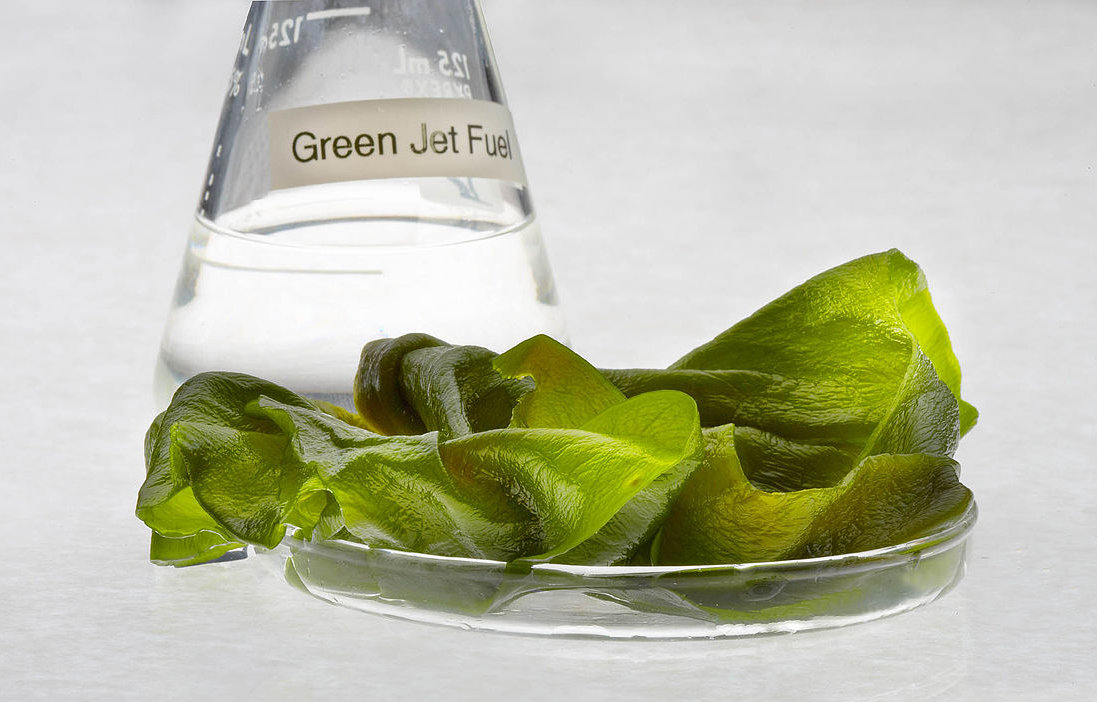
Um frasco cónico de combustível de jato "verde" feito de algas.

O combustível de algas, biocombustível de algas ou óleo de algas é uma alternativa aos combustíveis fósseis líquidos que usa algas como fonte de óleos ricos em energia. Além disso, os combustíveis de algas são uma alternativa às fontes de biocombustíveis comummente conhecidas, como o milho e a cana-de-açúcar. Quando feito de algas marinhas (macroalgas), pode ser conhecido como combustível de algas marinhas ou óleo de algas marinhas.

## História
Em 1942, Harder e Von Witsch foram os primeiros a propor que as microalgas fossem cultivadas como fonte de lipídios para alimentação ou combustível. Após a Segunda Guerra Mundial, começaram as investigações nos EUA, Alemanha, Japão, Inglaterra, e Israel sobre técnicas de cultura e sistemas de engenharia para o cultivo de microalgas em escalas maiores, particularmente espécies do género Chlorella. Enquanto isso, H.G. Aach mostrou que Chlorella pyrenoidosa poderia ser induzida por meio da privação de nitrogénio a acumular até 70% do seu peso seco como lipídios. Como a necessidade de combustível alternativo para transporte diminuiu após a Segunda Guerra Mundial, a investigação naquela época concentrou-se no cultivo de algas como fonte de alimento ou, em alguns casos, para tratamento de águas residuais.
O interesse na aplicação de algas para biocombustíveis foi reavivado durante o embargo do petróleo e os aumentos nos preços do petróleo na década de 1970, levando o Departamento de Energia dos EUA a iniciar o Programa de Espécies Aquáticas em 1978. O Programa de Espécies Aquáticas gastou US$ 25 milhões ao longo de 18 anos com o objetivo de desenvolver combustível líquido para transporte a partir de algas que fosse competitivo em termos de preço com os combustíveis derivados do petróleo. O programa de investigação concentrou-se no cultivo de microalgas em lagoas abertas ao ar livre, sistemas de baixo custo, mas vulneráveis a perturbações ambientais, como oscilações de temperatura e invasões biológicas. 3.000 linhagens de algas foram coletadas em todo o país e selecionadas quanto a propriedades desejáveis, como alta produtividade, conteúdo lipídico e tolerância térmica, e as linhagens mais promissoras foram incluídas na coleção de microalgas SERI no Instituto de Investigação de Energia Solar (SERI) em Golden, Colorado, e usadas para investigações futuras. Entre as descobertas mais significativas do programa estava o facto de que o crescimento rápido e a alta produção de lipídios eram "mutuamente exclusivos", uma vez que o primeiro exigia altos nutrientes e o último exigia baixos nutrientes. O relatório final sugeriu que a engenharia genética pode ser necessária para superar esta e outras limitações naturais das estirpes de algas, e que as espécies ideais podem variar consoante o local e a estação. Embora tenha sido demonstrado com sucesso que a produção em larga escala de algas para combustível em lagoas ao ar livre era viável, o programa não conseguiu fazê-lo a um custo competitivo com o petróleo, especialmente porque os preços do petróleo caíram na década de 1990. Mesmo no melhor cenário, estimou-se que o óleo de algas não extraído custaria entre 59 e 186 dólares por barril, enquanto que o petróleo custava menos de 20 dólares por barril em 1995. Por conseguinte, devido à pressão orçamental, em 1996 o Programa de Espécies Aquáticas foi abandonado.
Outras contribuições para a investigação de biocombustíveis de algas vieram indiretamente de projetos com foco em diferentes aplicações de culturas de algas. Por exemplo, na década de 1990, o Instituto de Pesquisa de Tecnologia Inovadora para a Terra (RITE) do Japão implementou um programa de investigação com o objetivo de desenvolver sistemas para fixar CO2 usando microalgas. Embora o objetivo não fosse a produção de energia, vários estudos produzidos pelo RITE demonstraram que as algas poderiam ser cultivadas usando gases de combustão de usinas de energia como fonte de CO2, um desenvolvimento importante para a investigação de biocombustíveis de algas. Outros trabalhos centrados na recolha de gás hidrogénio, metano ou etanol a partir de algas, bem como suplementos nutricionais e compostos farmacêuticos, também ajudaram a informar a investigação sobre a produção de biocombustíveis a partir de algas.
Após a dissolução do Programa de Espécies Aquáticas em 1996, houve uma relativa calmaria na investigação de biocombustíveis de algas. Ainda assim, vários projetos foram financiados nos EUA pelo Departamento de Energia, Departamento de Defesa, Fundação Nacional de Ciências, Departamento de Agricultura, Laboratórios Nacionais, financiamento estatal e financiamento privado, bem como em outros países. Mais recentemente, o aumento dos preços do petróleo na década de 2000 estimulou um renascimento do interesse nos biocombustíveis de algas e o financiamento federal dos EUA aumentou, numerosos projetos de investigação estão a ser financiados na Austrália, Nova Zelândia, Europa, Médio Oriente e outras partes do mundo.
Em dezembro de 2022, a ExxonMobil, a última grande empresa petrolífera a investir em biocombustíveis de algas, encerrou o seu financiamento à investigação.
Em março de 2023, investigadores disseram que a comercialização de biocombustíveis exigiria vários milhares de milhões de dólares em financiamento, além de uma dedicação de longo prazo para superar o que parecem ser limitações biológicas fundamentais de organismos selvagens. A maioria dos investigadores acredita que a produção em larga escala de biocombustíveis está "a uma década, ou mais provavelmente a duas décadas, de distância".

## Suplementação alimentar
O óleo de algas é usado como fonte de suplementação de ácidos gordos em produtos alimentícios, pois contém gorduras mono e poliinsaturadas, em particular EPA e DHA. O seu conteúdo de DHA é aproximadamente equivalente ao do óleo de peixe à base de salmão.

## Combustíveis
As algas podem ser convertidas em vários tipos de combustíveis, dependendo das tecnologias de produção e da parte das células utilizadas. A parte lipídica ou oleosa da biomassa de algas pode ser extraída e convertida em biodiesel por meio de um processo semelhante ao usado para qualquer outro óleo vegetal, ou convertida numa refinaria em substitutos "drop-in" para combustíveis à base de petróleo. Alternativamente ou após a extração de lipídios, o conteúdo de carboidratos das algas pode ser fermentado em bioetanol ou combustível de butanol.

### Biodiesel
O biodiesel é um combustível diesel derivado de lipídios animais ou vegetais (óleos e gorduras). Estudos mostram que algumas espécies de algas podem produzir 60% ou mais do seu peso seco na forma de óleo. Como as células crescem em suspensão aquosa, onde têm acesso mais eficiente à água, CO2 e nutrientes dissolvidos, as microalgas são capazes de produzir grandes quantidades de biomassa e óleo utilizável em lagoas de algas de alta taxa ou fotobiorreatores. Este óleo pode então ser transformado em biodiesel, que pode ser vendido para uso em automóveis. A produção regional de microalgas e a sua transformação em biocombustíveis proporcionarão benefícios económicos às comunidades rurais.
Como não precisam produzir compostos estruturais como celulose para folhas, caules ou raízes, e como podem ser cultivadas flutuando num meio nutricional rico, as microalgas podem ter taxas de crescimento mais rápidas do que as culturas terrestres. Além disso, podem converter uma fração muito maior da sua biomassa em óleo do que as culturas convencionais, por exemplo, 60% contra 2-3% da soja. A produção de óleo de algas por unidade de área é estimada entre 58.700 e 136.900 L/ha/ano, dependendo do teor de lipídios, o que é 10 a 23 vezes maior do que a da segunda cultura com maior rendimento, o óleo de palma, com 5.950 L/ha/ano.
O Programa de Espécies Aquáticas do Departamento de Energia dos EUA, de 1978 a 1996, concentrou-se no biodiesel de microalgas. O relatório final sugeriu que o biodiesel poderia ser o único método viável para produzir combustível suficiente para substituir o uso atual de diesel no mundo. Se o biodiesel derivado de algas substituísse a produção global anual de 1,1 mil milhões de toneladas de gasóleo convencional, então uma massa terrestre de 57,3 milhões de hectares seriam necessários, o que seria altamente favorável em comparação com outros biocombustíveis.

### Biobutanol
O butanol pode ser feito a partir de algas ou diatomáceas usando apenas uma biorrefinaria alimentada por energia solar. Este combustível tem uma densidade energética 10% menor que a da gasolina e maior que a do etanol ou do metanol. Na maioria dos motores a gasolina, o butanol pode ser usado em substituição da gasolina sem modificações. Em vários testes, o consumo de butanol é semelhante ao da gasolina e, quando misturado à gasolina, proporciona melhor desempenho e resistência à corrosão do que o etanol ou o E85.
O resíduo verde que sobra da extração do óleo de algas pode ser usado para produzir butanol. Além disso, foi demonstrado que as macroalgas (algas marinhas) podem ser fermentadas por bactérias do gênero Clostridia em butanol e outros solventes.  A transesterificação do óleo de algas marinhas (em biodiesel) também é possível com espécies como Chaetomorpha linum, Ulva lactuca e Enteromorpha compressa (Ulva).
As seguintes espécies estão a ser investigadas como espécies adequadas para a produção de etanol e/ou butanol:
- Alaria esculenta
- Laminaria saccharina
- Palmaria palmata[43]

### Biogasolina
A biogasolina é a gasolina produzida a partir de biomassa. Tal como a gasolina produzida tradicionalmente, contém entre 6 (hexano) e 12 (dodecano) átomos de carbono por molécula e pode ser utilizada em motores de combustão interna.

### Biogás
O biogás é composto principalmente de metano (CH4) e dióxido de carbono (CO2), com alguns elementos de sulfeto de hidrogénio, oxigénio, nitrogénio e hidrogénio. As macroalgas têm alta taxa de produção de metano em comparação com a biomassa vegetal. A produção de biogás a partir de macroalgas é tecnicamente mais viável em comparação com outros combustíveis, mas não é economicamente viável devido ao alto custo da matéria-prima de macroalgas. Carboidratos e proteínas em microalgas podem ser convertidos em biogás por meio da digestão anaeróbica, que inclui etapas de hidrólise, fermentação e monogénese. A conversão de biomassa de algas em metano pode potencialmente recuperar tanta energia quanto obtém, mas é mais rentável quando o conteúdo de lipídios das algas é inferior a 40%. A produção de biogás a partir de microalgas é relativamente baixa devido à alta proporção de proteínas nas microalgas, mas as microalgas podem ser co-digeridas com produtos com alta proporção C/N, como papel usado. Outro método para produzir biogás é através da gaseificação, onde o hidrocarboneto é convertido em gás de síntese por meio de uma reação de oxidação parcial em alta temperatura (normalmente 800°C a 1000°C). A gaseificação geralmente é realizada com catalisadores. A gaseificação não catalisada requer uma temperatura de cerca de 1300°C. O gás de síntese pode ser queimado diretamente para produzir energia ou usado como combustível em motores de turbina. Também pode ser usado como matéria-prima para outras produções químicas.

### Metano
O metano, o principal constituinte do gás natural, pode ser produzido a partir de algas por vários métodos, nomeadamente gaseificação, pirólise e digestão anaeróbica. Nos métodos de gaseificação e pirólise, o metano é extraído sob alta temperatura e pressão. A digestão anaeróbica é um método simples que envolve a decomposição de algas em componentes simples, transformando-as em ácidos gordos usando micróbios como bactérias acidogénicas, seguido pela remoção de quaisquer partículas sólidas e, finalmente, adicionando arqueias metanogénicas para libertar uma mistura de gases contendo metano. Vários estudos demonstraram com sucesso que a biomassa de microalgas pode ser convertida em biogás por meio da digestão anaeróbica. Portanto, para melhorar o balanço energético global das operações de cultivo de microalgas, foi proposto recuperar a energia contida na biomassa residual por meio da digestão anaeróbica em metano para geração de eletricidade.

### Etanol
O sistema Algenol que está a ser comercializado pela BioFields em Puerto Libertad, Sonora, México utiliza água do mar e emissões industriais para produzir etanol. Porphyridium cruentum também demonstrou ser potencialmente adequado para a produção de etanol devido à sua capacidade de acumular grande quantidade de carboidratos.

### Diesel verde
As algas podem ser usadas para produzir diesel verde  (também conhecido como diesel renovável, óleo vegetal de hidrotratamento ou diesel renovável derivado de hidrogénio) por meio de um processo de refinaria de hidrotratamento que quebra as moléculas em cadeias de hidrocarbonetos mais curtas usadas em motores a diesel. Tem as mesmas propriedades químicas do gasóleo derivado do petróleo o que significa que não necessita de novos motores, gasodutos ou infraestruturas para ser distribuído e utilizado. Ainda não foi produzido a um custo competitivo com o petróleo. Embora o hidrotratamento seja atualmente o caminho mais comum para produzir hidrocarbonetos semelhantes a combustíveis por meio de descarboxilação/descarbonilação, há um processo alternativo que oferece uma série de vantagens importantes em relação ao hidrotratamento. A este respeito, o trabalho de Crocker et al. e Lercher et al. é particularmente notável. Para a refinação de petróleo, estão em andamento investigações para conversão catalítica de combustíveis renováveis por descarboxilação. Como o oxigénio está presente no petróleo bruto em níveis bastante baixos, da ordem de 0,5%, a desoxigenação no refino de petróleo não é uma grande preocupação, e não há catalisadores especificamente formulados para hidrotratamento de oxigenados. Portanto, um dos desafios técnicos críticos para tornar o processo de hidrodesoxigenação do óleo de algas economicamente viável está relacionado com a investigação e o desenvolvimento de catalisadores eficazes.

### Combustível de jato
Os ensaios de utilização de algas como biocombustível foram realizados pela Lufthansa e pela Virgin Atlantic já em 2008, embora haja poucas evidências de que a utilização de algas seja uma fonte razoável de biocombustíveis para aviação.  Em 2015, o cultivo de ésteres metílicos de ácidos gordos e alcenonas da alga Isochrysis estava a ser investigado como uma possível matéria-prima para biocombustível de aviação.

### Coletor de energia baseado em algas
Em maio de 2022, cientistas da Universidade de Cambridge anunciaram que criaram um coletor de energia de algas, que usa luz solar natural para alimentar um pequeno microprocessador, inicialmente alimentando o processador por seis meses e depois continuando por um ano inteiro. O dispositivo, que tem aproximadamente o tamanho de uma pilha AA, é um pequeno recipiente com água e algas verde-azuladas. O dispositivo não gera uma grande quantidade de energia, mas pode ser usado em dispositivos de Internet das Coisas, eliminando a necessidade de baterias tradicionais, como as de íons de lítio. O objetivo é ter uma fonte de energia mais amiga do ambiente que possa ser utilizada em áreas remotas.